# Johannes Michel

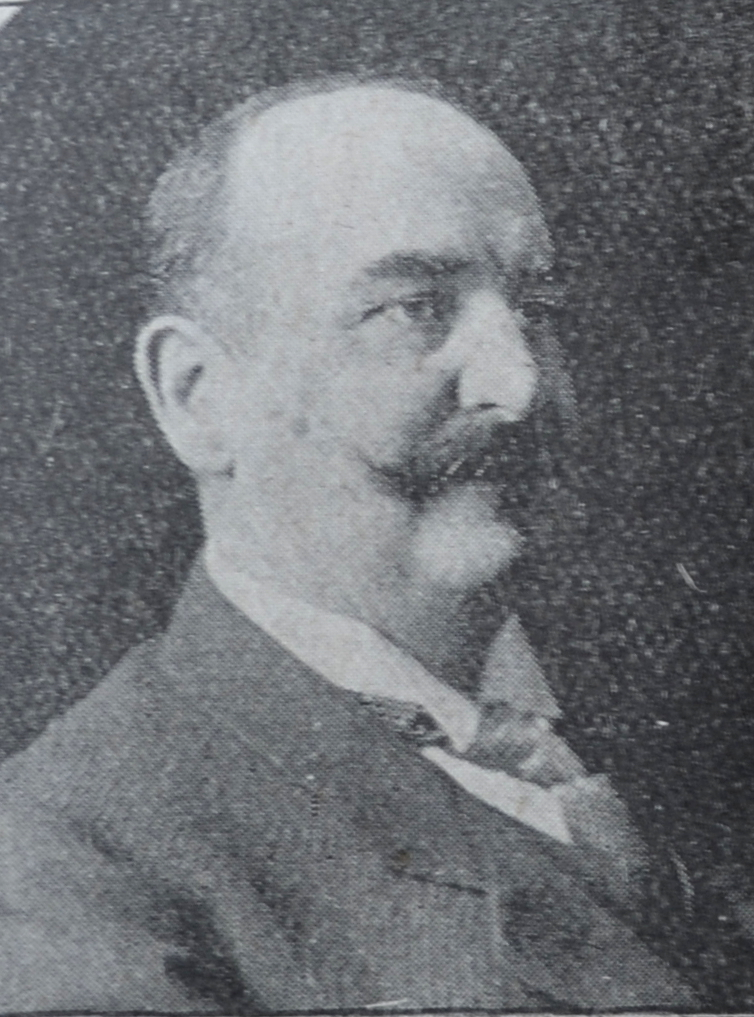
Johannes Michel, 1911

Johannes Michel (* 23. Juli 1863 in Eckwersheim; † nach 1918) war Notar und Mitglied der zweiten Kammer des Landtags des Reichslandes Elsaß-Lothringen.

## Leben
Johannes Michel, der evangelischer Konfession war, besuchte die evangelische Elementarschule, das protestantische Gymnasium in Straßburg und studierte Rechtswissenschaften an den Universitäten Straßburg, Berlin und Heidelberg. Das Studium schloss er mit beiden Staatsexamen und der Promotion zum Dr. jur. ab. Anschließend war er als war Notar in Oberbronn tätig. 
Ab 1894 war er Mitglied des Gemeinderates. Weiterhin war er Mitglied des unterelsässischen Bezirkstages und von 1909 bis 1911 des Landesausschusses. Er war Mitglied des Vorstandes des Verbandes für öffentliche Armenpflege und Privatwohltätigkeit in Elsaß-Lothringen.
Bei der ersten (und einzigen) Wahl zum Landtag trat er im Wahlkreis Niederbronn als unabhängiger Kandidat an. Im ersten Wahlgang wurden im Wahlkreis von den 4779 Stimmberechtigten 2910 Stimmen abgegeben. Michel setzte sich mit 1757 Stimmen gegen den Sozialdemokraten Werner, der 1104 Stimmen erhalten hatte, durch. Michel gehörte dem Landtag bis 1918 an. Im Landtag gehörte er als Hospitant der Fraktion der liberalen Elsässischen Fortschrittspartei an.